# Ayça Aykaç
Ayça Aykaç, född 27 februari 1996 är en turkisk volleybollspelare (libero).
Aykaç började spela volleyboll vid tio års ålder med Bursa BBSK och stannade där i tre säsonger från 2006 till 2009. Senare flyttade hon Vakıfbanks ungdomslag. Säsongen (2014–2015) spelade hon på seniornivå med Istanbul BB i Voleybol 2. Ligi genom en dubbellicens. Med Vakıfbanks seniorlag vann hon fram till 2019 tre ligatitlar, den turkiska cupen 2017–18, den turkiska supercupen 2017, CEV Champions League två gånger och världsmästerskapet i volleyboll för klubblag två gånger.
Säsongen 2019–2020 var Aykaç utlånad den nyuppflyttade klubben Yeşilyurt SK. Sedan hon återvände till Vakıfbank har hon vunnit de turkiska mästerskapen och den turkiska cupen ytterligare en gång. Hon utsågs dessutom till ligans bästa libero 2020–2021.
Han har varit en del av Turkiets ungdoms- och seniorlandslag. Hon vann två bronsmedaljer vid U18-EM 2013 och U19-EM 2014, följt av guld vid U23-VM 2017. Hon debuterade i seniorlandslaget i  januari 2020 vid de europeiska kvalmatcherna för OS 2020. Med seniorlandslaget tog hon brons vid Volleyball Nations League 2021 och EM 2021.